# Los Angeles Film Critics Association Awards 1975
La 1ª edizione dei Los Angeles Film Critics Association Awards si è tenuta nel 1975.

## Premi
Miglior film
- Quel pomeriggio di un giorno da cani (Dog Day Afternoon), regia di Sidney Lumet
- Qualcuno volò sul nido del cuculo (One Flew Over the Cuckoo's Nest), regia di Miloš Forman

Miglior attore
- Al Pacino - Quel pomeriggio di un giorno da cani (Dog Day Afternoon)

Miglior attrice
- Florinda Bolkan - Una breve vacanza

Miglior regista
- Sidney Lumet - Quel pomeriggio di un giorno da cani (Dog Day Afternoon)

Miglior sceneggiatura
- Joan Tewkesbury - Nashville

Miglior fotografia
- John Alcott - Barry Lyndon

Miglior film in lingua straniera
- Tutta una vita (Toute une vie), regia di Claude Lelouch  ·   Francia/ Italia